# With His Hot and Blue Guitar
With His Hot and Blue Guitar – pierwszy album muzyka country Johnny’ego Casha, wydany 10 października 1957. Album zawiera cztery z jego najpopularniejszych singli: "I Walk the Line", "Cry Cry Cry", "So Doggone Lonesome" i "Folsom Prison Blues". Płyta została ponownie wydana 23 lipca 2002 przez wytwórnię Varese Vintage jako rozszerzone wydanie zawierające pięć dodatkowych piosenek (trzy będące alternatywnymi wersjami piosenek już obecnych na oryginalnej płycie).

## Lista utworów
| 1.  | "Rock Island Line" (Lead Belly)                                 | 2:11  |
|     |                                                                 |       |
| 2.  | "(I Heard That) Lonesome Whistle" (Jimmie Davis, Hank Williams) | 2:25  |
|     |                                                                 |       |
| 3.  | "Country Boy" (Cash)                                            | 1:49  |
|     |                                                                 |       |
| 4.  | "If the Good Lord's Willing" (Jerry Reed)                       | 1:44  |
|     |                                                                 |       |
| 5.  | "Cry Cry Cry" (Cash)                                            | 2:29  |
|     |                                                                 |       |
| 6.  | "Remember Me (I'm the One Who Loves You)" (Stuart Hamblen)      | 2:01  |
|     |                                                                 |       |
| 7.  | "So Doggone Lonesome" (Cash)                                    | 2:39  |
|     |                                                                 |       |
| 8.  | "I Was There When It Happened" (Davis, Fern Jones)              | 2:17  |
|     |                                                                 |       |
| 9.  | "I Walk the Line" (Cash)                                        | 2:46  |
|     |                                                                 |       |
| 10. | "Wreck of the Old '97" (Norman Blake, Cash, Bob Johnson)        | 1:48  |
|     |                                                                 |       |
| 11. | "Folsom Prison Blues" (Cash)                                    | 2:51  |
|     |                                                                 |       |
| 12. | "Doin' My Time" (Skinner)                                       | 2:40  |
|     |                                                                 |       |
|     |                                                                 | 27:40 |
|     |                                                                 |       |

### Bonusowe piosenki
| 1. | "Hey Porter" (Cash)                           | 2:14  |
|    |                                               |       |
| 2. | "Get Rhythm" (Cash)                           | 2:15  |
|    |                                               |       |
| 3. | "I Was There When It Happened" (Davis, Jones) | 2:18  |
|    |                                               |       |
| 4. | "Folsom Prison Blues" (Cash)                  | 2:34  |
|    |                                               |       |
| 5. | "I Walk the Line" (Cash)                      | 2:40  |
|    |                                               |       |
|    |                                               | 12:01 |
|    |                                               |       |

## Twórcy
- Johnny Cash - główny wykonawca, śpiew
- Luther Perkins - gitara elektryczna
- Marshall Grant - gitara basowa
- Al Casey - gitara
- Sam Phillips - producent
- Cary E. Mansfield - producent następnego wydania
- Bill Dahl - zapis nutowy, producent następnego wydania
- Dan Hersch
- Bill Pitzonka - kierownictwo artystyczne

## Notowania na listach muzycznych
Single – Billboard (Ameryka Północna)
| Rok  | Singel                | Kategoria      | Pozycja |
| ---- | --------------------- | -------------- | ------- |
| 1955 | "Cry Cry Cry"         | Single country | 14      |
| 1956 | "Folsom Prison Blues" | Single country | 4       |
| 1955 | "So Doggone Lonesome" | Single country | 4       |
| 1956 | "I Walk the Line"     | Single country | 1       |
| 1956 | "I Walk the Line"     | Single pop     | 17      |